# Verdrag van Gulistan

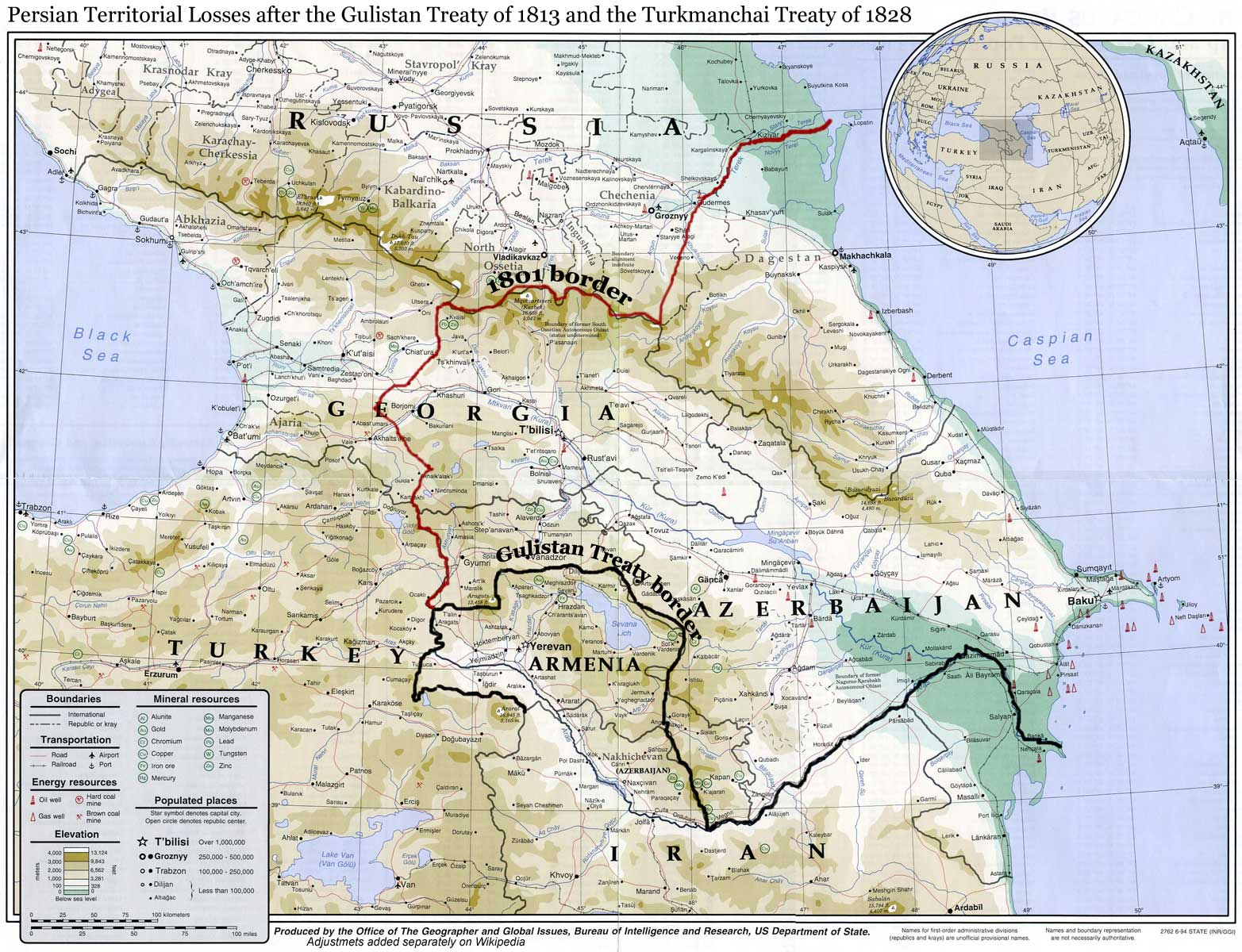
De rode lijn is de grens van 1801, de zwarte die na het Verdrag van Gulistan.

Het Verdrag van Gulistan (Russisch: Гюлистанский договор, Perzisch: عهدنامه گلستان) was een vredesverdrag dat op 24 oktober 1813 werd getekend tussen het Russische Rijk en het Perzische Rijk in de plaats Gulistan, in Karabach. Het verdrag maakte een eind aan de tien jaar durende Russisch-Perzische Oorlog van 1804-1813. Het verdrag werd namens Perzië ondertekend door Mirza Abolhassan Khan Ilchi.
Perzië was erg ontevreden dat de Russen Gandja waren binnengedrongen en de vesting van Gandja hadden ingenomen. De sjah van Perzië eiste van de Russen dat ze zich terugtrokken uit Gandja en Georgië. In 1804 begon Perzië oorlog te voeren tegen het Russische Rijk. In 1813 leed het Perzische leger echter een zware nederlaag, waarna de sjah om vrede verzocht.
Met het verdrag van Gulistan erkende Perzië officieel de Russische soevereiniteit over de kanaten Karabach, Ganja, Sjirwan, Sjekki, Derbent, Koeba en Bakoe, evenals delen van Talysh, Dagestan, Georgië, Imereti, Goeria, Mingrelië en Abchazië. Perzië zag af van haar recht om een marine te houden op de Kaspische Zee. Het verdrag van Gulistan stelde tussen de beide rijken vrij handelsverkeer in.